# Österreichische Badmintonmeisterschaft 1965
Die Österreichische Badmintonmeisterschaft 1965 fand in Salzburg statt. Es war die achte Auflage der Badmintonmeisterschaften von Österreich.

## Titelträger
| Disziplin    | Sieger                                   |
| ------------ | ---------------------------------------- |
| Herreneinzel | Reinhold Pum                             |
| Dameneinzel  | Hilde Kreulitsch                         |
| Herrendoppel | Reinhold Pum Karl Buchart                |
| Damendoppel  | Elisabeth Wieltschnig Ingrid Wieltschnig |
| Mixed        | Hermann Fröhlich Lore Voit               |